# Gertrud Callam

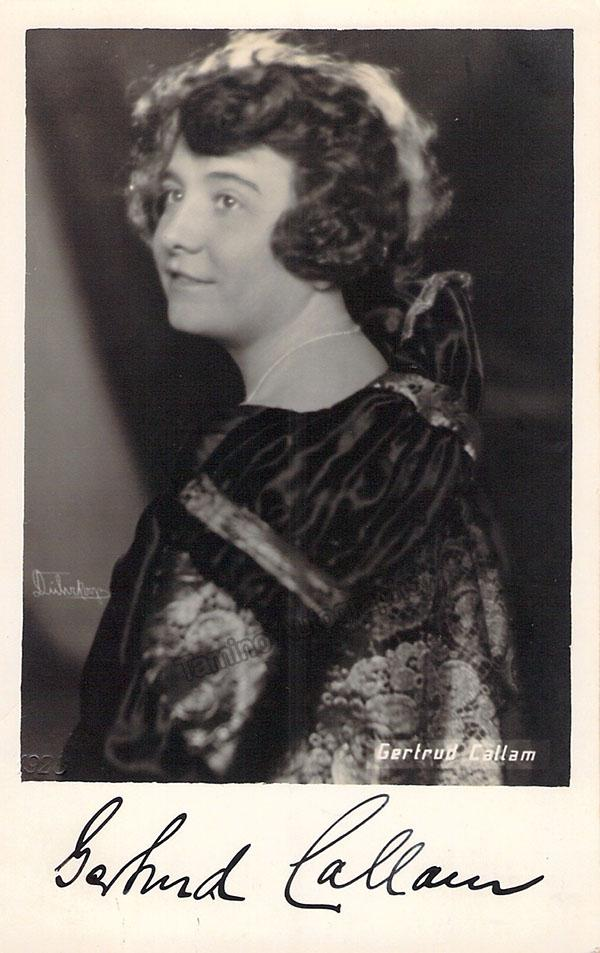
Gertrud Callam (Fotografie von Minya Diéz-Dührkoop, vermutlich in Hamburg vor 1929)

Gertrud Clara Johanna Callam, geb. Heinig (* 25. Oktober 1891 in Berlin; † 19. Mai 1980 in Berlin), war eine deutsche Opernsängerin (Koloratursopran).

## Leben

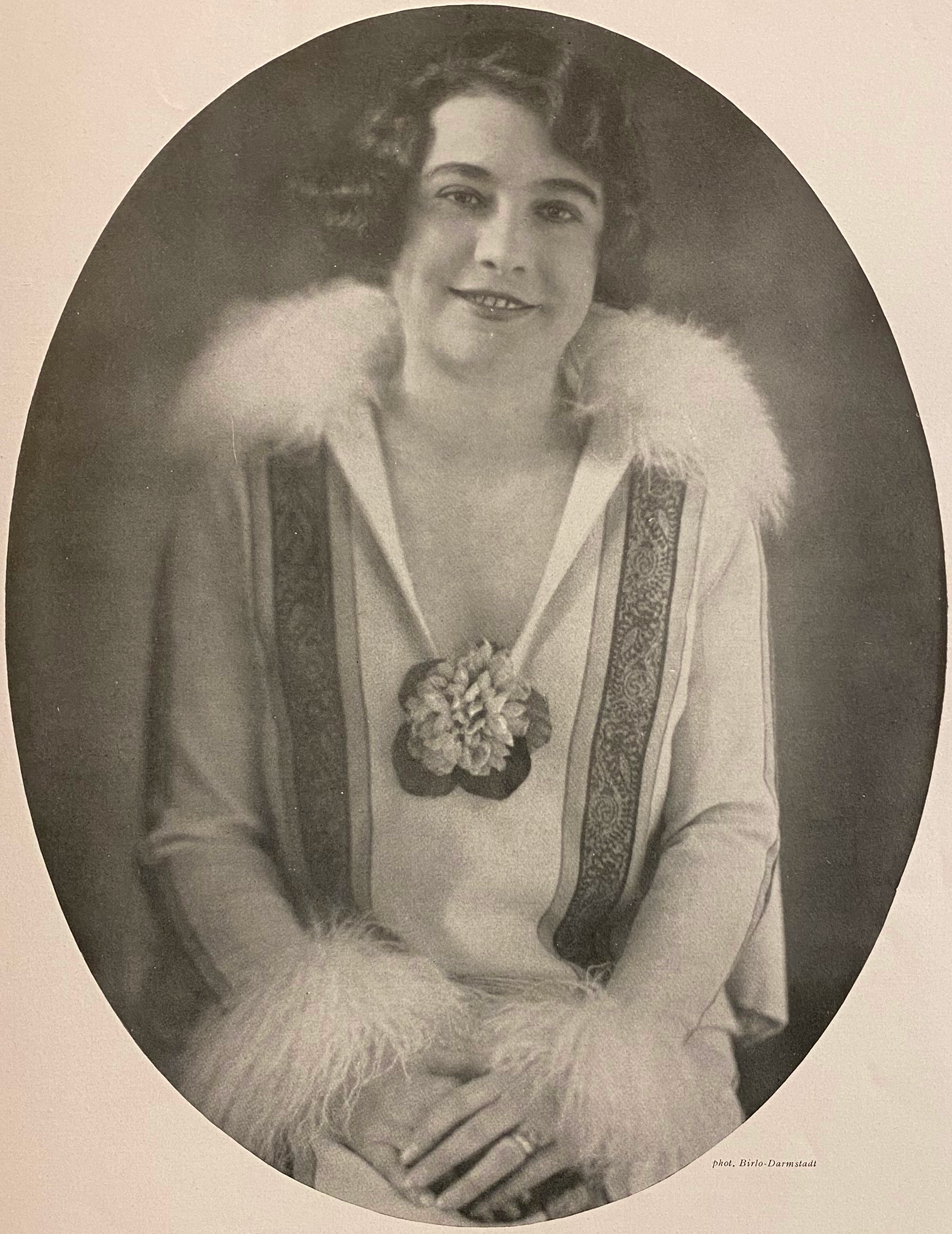
Gertrud Callam 1927 auf einer Fotografie von Eduard Birlo

Gertrud Callam erhielt ihre Gesangsausbildung am Klindworth-Scharwenka-Konservatorium in Berlin, wo sie im Januar 1912 bei einem Konzert der Opernschule mit Arien des Cherubino (Figaros Hochzeit) und der Nuri (Tiefland) auftrat. Zudem nahm sie Stunden bei Gesangspädagogin Josefine Strakosch (1870–1940). Im Juni 1913 sang sie im Rahmen eines Opernabends des Klindworth-Scharwenka-Konservatoriums im Theater des Westens in Berlin die Rolle der Mimì im 1. Akt der Oper La Bohème, wo sie „sowohl durch die Anmut ihrer Erscheinung wie durch die poetische Auffassung ihrer Partie gefiel.“ Im Juni 1914 wirkte sie im Theater des Westens in einer Studierendenaufführung des Klindworth-Scharwenka-Konservatoriums als Frasquita im 2. Akt der Oper Carmen mit, und sang 1915 am Friedrich-Wilhelmstädtischen Theater in Berlin, „stimmlich zart und in der Darstellung noch etwas befangen“, den Cherubino in Figaros Hochzeit. Am 20. März 1915 heiratete sie auf dem Standesamt XII A in Berlin-Tiergarten den Rechtsanwalt Dr. Friedrich Wilhelm Gustav Callam (* 1885; †?).
Ab 1924 war sie unter Michael Balling am Landestheater Darmstadt verpflichtet, wo sie bereits erste Erfolge als Koloratursopranistin hatte. Im März 1924 gastierte sie am Berliner Theater als Cherubino in Figaros Hochzeit. In der Spielzeit 1925/26 war sie am Landestheater Darmstadt als Christina in Bernhard Paumgartners Einakter Die Höhle von Salamanca zu hören. Im November 1925 sang sie als Konstanze in Die Entführung aus dem Serail an der Staatsoper Dresden vor, wurde jedoch nicht engagiert.
1925 gastierte sie als Gilda in Rigoletto und als Konstanze erfolgreich am Stadttheater Hamburg. Mit Beginn der Spielzeit 1926/27 wurde sie als „erste Koloratursängerin“ an das Stadttheater Hamburg engagiert. Sie debütierte dabei unter der Regie von Peter Kreuder als Rosine in Der Barbier von Sevilla und „löst[e] gleich nach der großen Bravourarie mit darauffolgenden Variationen von Adams einen Beifallssturm aus, wie man ihn dort seit Carusos Gastspielen auf offener Szene nicht erlebt hatte“. Im September 1926 gastierte sie als Königin der Nacht in Die Zauberflöte am Opernhaus Köln. Die Zeitschrift Das Theater widmete ihr im Februar 1927 das Titelbild und stellte sie als den „jüngste[n] Koloraturstern am Opernfirmament“ vor.
Im November 1927 wirkte sie am Stadttheater Hamburg, an der Seite von Gunnar Graarud und Julius Gutmann, als „feinsinnig und könnerhaft gesungene[s]“ Rautendelein in der Uraufführung der Oper Die versunkene Glocke von Ottorino Respighi mit, wo sie „mit waldblütenduftiger Naturhaftigkeit die Frohnatur des goldhaarigen Kobolds erfüllte“. In der Spielzeit 1928/29 sang sie am Stadttheater Hamburg die Titelrolle in Lucia di Lammermoor und die Norina in einer Neueinstudierung von Don Pasquale, wo sie „ihre ganzen koloraturistischen Reize in ihrem so enorm schwierigen Gesangspart spielen lassen konnte.“ Im Mai 1929 war sie am Stadttheater Hamburg in der deutschsprachigen Uraufführung der Oper La Cenerentola (dt. Titel Angelina) in der Titelrolle zu hören.
Im Jahr 1931 sang sie bei den Salzburger Festspielen die Konstanze in Mozarts Die Entführung aus dem Serail. Zur Spielzeit 1931/32 wurde sie mit einem Dreijahresvertrag an die Städtische Oper Berlin verpflichtet, trat das Engagement jedoch nicht an.
Ab 1932 trat sie hauptsächlich als Konzertsängerin auf, wirkte aber gelegentlich weiterhin in Opernaufführungen und nach bestandenener Rundfunks-Eignungsprüfung auch bei Sendungen des Deutschen Reichsrundfunks mit. Im April 1933 gastierte sie an der Hamburger Schilleroper als Rosina (Der Barbier von Sevilla) und als Gilda. Im Rundfunk war Callum, die zu den „frühen“ Rundfunksängerinnen in Deutschland zählt, mit Opern-Arien, in Operetten und musikalischen Singspielen, in Konzertprogrammen, bei Silvesterkonzerten sowie bei Wohltätigkeitsveranstaltungen von NS-Organisationen zu hören. Beim Reichssender Stuttgart wirkte sie in Opernaufnahmen u. a. als Lucia di Lammermoor (1936) und als Musette in La Bohème (1937) mit Helge Rosvaenge (Rudolf) und Erna Berger (Mimi) als Partnern mit. Beim Reichssender Berlin war sie 1937 in einer Rundfunkaufnahme der Oper Der Wildschütz als Baronin Freimann zu hören. 1938 war sie beim Reichssender Berlin in einer Rundfunkaufnahme der Operette Die lustige Witwe als Hanna Glawari neben Karl Schmitt-Walter zu hören. Beim Reichssender Wien war sie im November 1938 in der Musiksendung Rückfahrkarte Wien – Berlin neben Lizzi Holzschuh und Karl Friedrich mit Wiener und Berliner Operettenmelodien zu hören. Für den Rundfunk nahm sie auch einen musikalischen Querschnitt durch die kurz zuvor uraufgeführte Operette Der tolle Markgraf von Johannes Müller auf.
Im Januar 1939 gastierte sie, „als Koloratursopran von großer Treffsicherheit und weichem Glanz“, an der Städtischen Oper Berlin unter der musikalischen Leitung von Artur Rother als Königin der Nacht in Die Zauberflöte.
Gertrud Callam galt als „eine der besten Koloratursängerinnen“ ihrer Generation. Der Musikkritiker Wilhelm Altmann schätzte ihre Gesangskunst als ebenbürtig mit Maria Ivogün ein. Ihr Mäzen und Förderer war der deutsche Komponist Mark Lothar.

## Repertoire (Auswahl)
- Donizetti: Norina in Don Pasquale

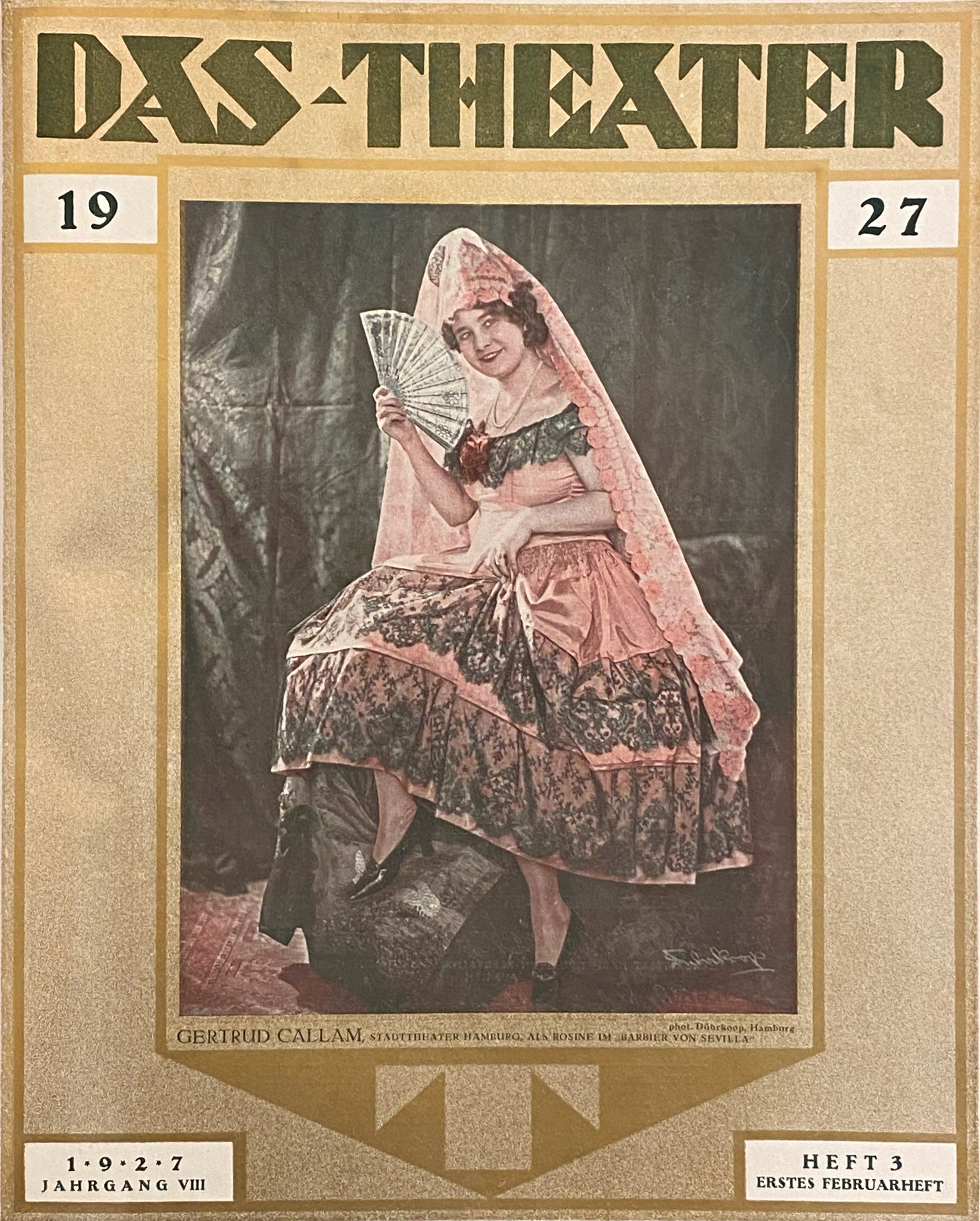
Gertrud Callam als Rosina in Der Barbier von Sevilla

- Donizetti: Lucia in Lucia di Lammermoor
- Flotow: Leonore in Alessandro Stradella
- Haydn: Gabriel in Die Schöpfung
- Lehár: Hanna Glawari in Die lustige Witwe
- Lortzing: Baronin Freimann in Der Wildschütz
- Mozart: Konstanze in Die Entführung aus dem Serail
- Mozart: Cherubino in Figaros Hochzeit
- Mozart: Zerlina in Don Giovanni / Don Juan
- Mozart: Königin der Nacht in Die Zauberflöte
- Nicolai: Frau Fluth in Die lustigen Weiber von Windsor
- Offenbach: Olympia in Hoffmanns Erzählungen
- Pfitzner: Das Elflein in Das Christ-Elflein
- Puccini: Musette in La Bohème
- Puccini: Liù in Turandot
- Respighi: Rautendelein in Die versunkene Glocke
- Rossini: Rosina in Der Barbier von Sevilla
- Rossini: Angelina in Angelina / La Cenerentola
- J. Strauß: Adele in Die Fledermaus
- R. Strauss: Zerbinetta in Ariadne auf Naxos
- Gilbert & Sullivan: Yum-Yum in Der Mikado
- Thomas: Philine in Mignon
- Verdi: Gilda in Rigoletto
- Verdi: Violetta in La traviata
- Verdi: Oscar in Ein Maskenball
- Zeller: Christl in Der Vogelhändler

## Diskografie (Auswahl)
- Gaetano Donizetti: Lucia di Lammermoor (als Lucia), Chor und Orchester des Reichssenders Stuttgart (1936). Dirigent: Gustav Görlich. Veröffentlicht als CD.[35]
- Gaetano Donizetti: Don Pasquale: Laß es, ach laß es hören (Duett Ernesto – Norina), mit Alfons Fügel, Tenor. Aufnahme des Soldatensenders Oslo / 1941 (?). Tondokument. Veröffentlicht auf CD bei UraCant.[36][37]
- Wolfgang Amadeus Mozart: Don Giovanni/Don Juan (als Zerlina), Chor und Orchester des Reichssenders Stuttgart (1936). Dirigent: Joseph Keilberth. Veröffentlicht als CD bei Preiser Records und bei Line Music[38][39]
- Wolfgang Amadeus Mozart: Der Schauspieldirektor (als Mlle Silberklang), Bayerisches Staatsorchester. Dirigent: Heinrich Hollreiser. Veröffentlicht als LP bei Melodram[40]
- Giuseppe Verdi: Ein Maskenball (als Oscar), Chor und Orchester des Reichssenders Berlin (1938). Dirigent: Heinrich Steiner. Veröffentlicht als CD bei Preiser Records[41]

## Filme
- 1939: Die Zauberflöte[42]